# Shervin Farridnejad

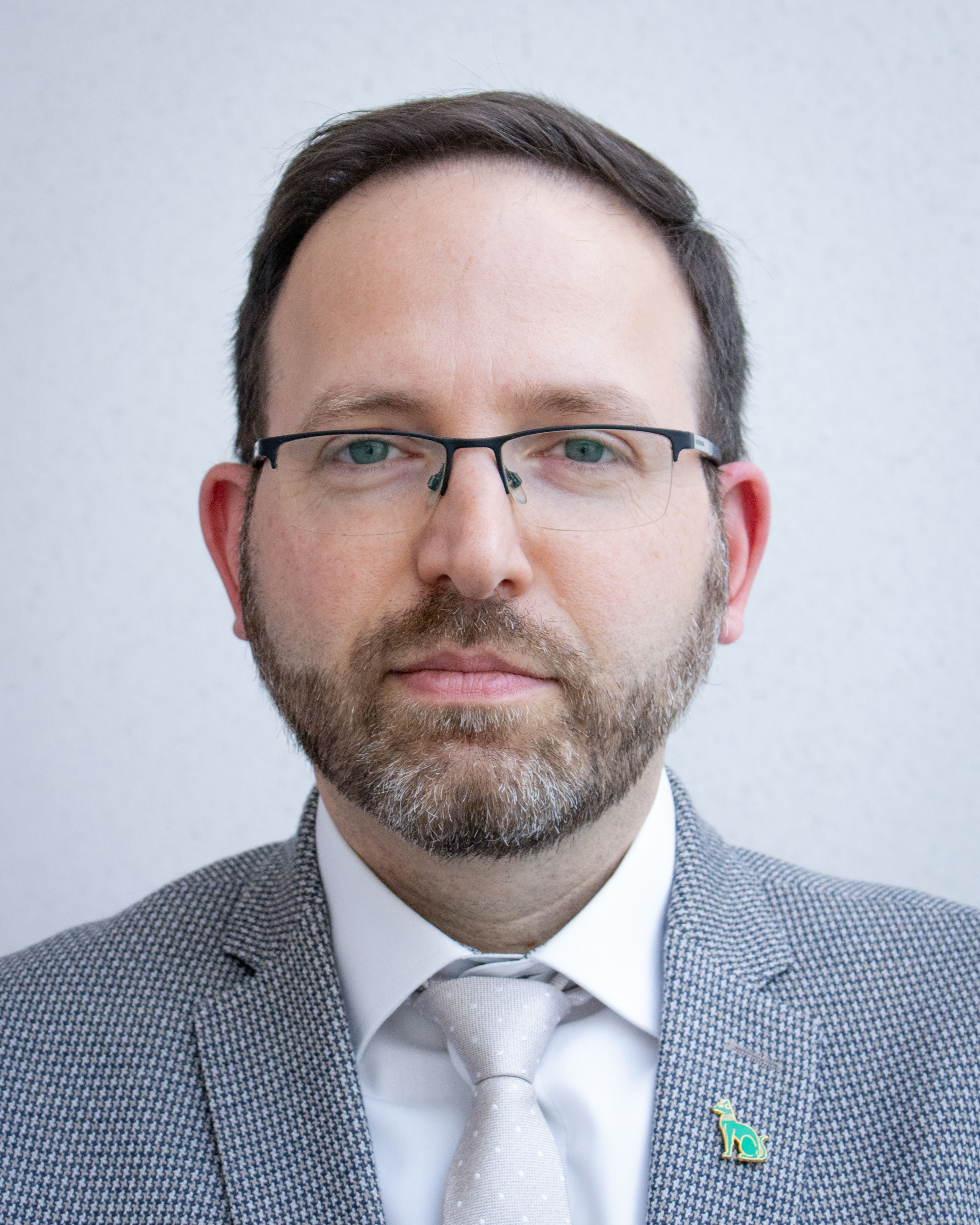
Porträt von Shervin Farridnejad im Jahr 2024

Shervin Farridnejad (* 1979 in Teheran) ist ein deutsch-iranischer Iranist, Religionswissenschaftler und Philologe. Er ist seit 2022 Professor für Iranistik / Geschichte, Sprache und Kulturen des Vorderen Orients an der Universität Hamburg.

## Leben
Farridnejad studierte zunächst Bildende Kunst und Kunstgeschichte an der Universität Teheran, schloss 2006 einen Master in Iranistik, Bildender Kunst und Kunstgeschichte an der Tarbiat-Modares-Universität ab und setzte dann sein Studium der Altiranistik an der Georg-August-Universität Göttingen fort. Dort hatte er von 2008 bis 2014 einen Lehrauftrag am Seminar für Iranistik und war von 2010 bis 2013 Kollegiat des Graduiertenkollegs „Götterbilder – Gottesbilder – Weltbilder: Polytheismus und Monotheismus in der Welt der Antike“. Mit einer Studie zur ikonographischen Exegese der anthropomorphen Götterbilder im Zoroastrismus („Die Sprache der Bilder“) promovierte er 2014 zum Dr. phil. in alt- und mitteliranische Philologie und Zoroastrismusforschung. 
Es folgten Lehraufträge an den Instituten für Iranistik sowie Religionswissenschaft der Freien Universität Berlin, dort war Farridnejad zudem von 2015 bis 2019 assoziiertes Mitglied (Post-Doc) des Exzellenzclusters TOPOI. Im Sommersemester 2016 vertrat er die Professur für Antike Religion und Kultur sowie deren Rezeptionsgeschichte am Institut für Religionswissenschaft der FU Berlin. Anschließend war er bis 2020 wissenschaftlicher Mitarbeiter des Instituts für Iranistik der Österreichischen Akademie der Wissenschaften (ÖAW) in Wien und bis 2022 wissenschaftlicher Mitarbeiter am Institut für Iranistik der FU Berlin. Seit 2022 ist Farridnejad Universitätsprofessor für Iranistik / Geschichte, Sprache und Kulturen des Vorderen Orients im Asien-Afrika-Institut an der Universität Hamburg.
Seine Forschungs- und Arbeitsschwerpunkte sind iranische Kultur- und Religionsgeschichte der Antike sowie ihr Fortwirken, Zoroastrismus, zoroastrische Religion und Rituale, Dynamiken und Verflechtungen in der Religionsgeschichte zwischen Zoroastriern und Nichtzoroastriern in (früh)islamischer Zeit, zoroastrische Kunst und Ikonographie, alt- und mitteliranische Philologie und Literaturwissenschaft, jüdisch-persische Literatur, zoroastrische Literatur (Avestisch, Mittel- und Neupersisch sowie Gujarati) und zoroastrische und judeo-persische Manuskriptkulturen / Kodikologie.

## Schriften (Auswahl)
- Zoroastrianism. A Quick Reference on Selected Theological and Historical Key-Concepts. New York 2016.
- Die Sprache der Bilder. Eine Studie zur ikonographischen Exegese der anthropomorphen Götterbilder im Zoroastrismus. Wiesbaden 2018. (Dissertation)
- mit Hamid Reza Ghelichkhani: A Handbook of Persian Calligraphy and Related Arts. Handbook of Oriental Studies. Leiden 2022.

Herausgeberschaften (Bücher)
- Zusammen mit Touraj Daryaee, eds. Food for Gods, Food for Mortals. Culinary and Dining Practices in the Greater Iranian World. ČISTĀ. Studies in the History, Cultures and Religions of the Iranian World 1. Irvine, CA: University of California, Irvine, 2022.
- Zaraθuštrōtǝma: Zoroastrian and Iranian Studies in Honour of Philip G. Kreyenbroek. Ancient Iranian Series 10. Irvine, CA: Samuel M. Jordan Center for Persian Studies and Culture, University of California, Irvine, 2020. [2. Auflage: Leiden: Brill]
- Zusammen mit A. Joisten-Pruschke, and R. Gyselen, eds. Faszination Iran. Beiträge zur Religion, Geschichte und Kunst des Alten Iran. Gedenkschrift für Klaus Schippmann. Göttinger Orientforschungen. III. Reihe: Iranica, Neue Folge 13. Wiesbaden: Otto Harrassowitz Verlag, 2015.
- The Avestan Manuscript 4060 (RSPA230), Videvdad Iranian Sade of the British Library. Avestan Digital Archive Series 75. Salamanca: Universidad de Salamanca, 2014.

Herausgeberschaften (Peer-Review-Zeitschriften und Reihen)
- Peer-Review-Zeitschrift Digital Archive of Brief notes & Iran Review (DABIR) erscheint regelmäßig seit 2015 (drei Ausgaben pro Jahr) bei Dr. Samuel M. Jordan Center for Persian Studies and Culture at the University of California, Irvine.
- Peer-Review-Jahrbuch Sasanian Studies: Late Antique Iranian World | Sasanidische Studien: Spätantike iranische Welt, erscheint beim Otto Harrassowitz Verlag, Wiesbaden.
- Die Reihe Ancient Iran Series (AIS), erschien seit 2016, zuerst bei Dr. Samuel M. Jordan Center for Persian Studies and Culture at the University of California, Irvine und seit 2020 bei E. J. Brill, Koninklijke Brill/Brill Academic Publishers (Leiden).